# Persone di nome Jules
| Questa pagina contiene informazioni ricavate automaticamente dalle voci biografiche con l'ausilio del template Bio e di un bot. L'aggiornamento è periodico e automatico e ricostruisce completamente la pagina. Se manca una persona in questa lista, sei pregato di non aggiungerla, ma accertati piuttosto che la sua voce biografica contenga il template Bio e che i dati anagrafici siano correttamente compilati. Se il template Bio manca, inseriscilo tu stesso o, in alternativa, metti l'avviso {{tmp\|Bio}} che ne segnala la mancanza. Se i dati riportati sono sbagliati, correggi direttamente la voce biografica; le modifiche saranno visibili in questa lista entro pochi giorni. Per chiarimenti vedi il progetto antroponimi. La lista contiene solo le 256 persone che sono citate nell'enciclopedia e per le quali è stato implementato correttamente il template Bio. Pagina aggiornata al 6 ago 2025. |

Questa è una lista di persone presenti nell'enciclopedia che hanno il nome Jules, suddivise per attività principale.

## Alpinisti(1)
- Jules Jacot-Guillarmod, alpinista, medico e fotografo svizzero (La Chaux-de-Fonds, n. 1868 - Aden, † 1925)

## Ammiragli(1)
- Jules Dumont d'Urville, ammiraglio e esploratore francese (Condé-sur-Noireau, n. 1790 - Meudon, † 1842)

## Anarchici(1)
- Jules Bonnot, anarchico francese (Pont-de-Roide, n. 1876 - Nogent-sur-Marne, † 1912)

## Archeologi(1)
- Jules Oppert, archeologo tedesco (Amburgo, n. 1825 - Parigi, † 1905)

## Architetti(4)
- Jules Bourdais, architetto francese (Brest, n. 1835 - Parigi, † 1915)
- Jules Brunfaut, architetto e ingegnere belga (Bruxelles, n. 1852 - † 1942)
- Jules Hardouin Mansart, architetto francese (Parigi, n. 1646 - Marly-le-Roi, † 1708)
- Jules Lavirotte, architetto francese (Lione, n. 1864 - Parigi, † 1929)

## Arcivescovi cattolici(1)
- Jules Mikhael Al-Jamil, arcivescovo cattolico iracheno (Karakosche, n. 1938 - Roma, † 2012)

## Astronomi(2)
- Jules Baillaud, astronomo francese (Parigi, n. 1876 - † 1960)
- Jules Alfred Pierrot Deseilligny, astronomo francese (n. 1868 - † 1918)

## Attivisti(1)
- Jules Johannard, attivista francese (Beaune, n. 1843 - Londra, † 1892)

## Attori(7)
- Jules Benchetrit, attore francese (n. 1998)
- Jules Berry, attore francese (Poitiers, n. 1883 - Parigi, † 1951)
- Jules Houplain, attore e modello francese (n. 1998)
- Louis Jouvet, attore francese (Crozon, n. 1887 - Parigi, † 1951)
- Jules Munshin, attore, cantante e ballerino statunitense (New York, n. 1915 - New York, † 1970)
- Jules Auguste César Muraire, attore francese (Tolone, n. 1883 - Neuilly-sur-Seine, † 1946)
- Jules Pélissier, attore francese (Vence, n. 1990)

## Aviatori(1)
- Jules Védrines, aviatore francese (Saint-Denis, n. 1881 - Saint-Rambert-d'Albon, † 1919)

## Avvocati(3)
- Jules Allix, avvocato e attivista francese (Fontenay-le-Comte, n. 1818 - Parigi, † 1903)
- Jules Eytel, avvocato e politico svizzero (Vevey, n. 1817 - Losanna, † 1873)
- Jules Pams, avvocato e politico francese (Perpignano, n. 1852 - Parigi, † 1930)

## Banchieri(1)
- Benjamin Delessert, banchiere e botanico francese (Lione, n. 1773 - Inghilterra, † 1847)

## Batteristi(1)
- Jules Radino, batterista statunitense (New York, n. 1965)

## Biatleti(1)
- Jules Burnotte, ex biatleta canadese (Sherbrooke, n. 1996)

## Botanici(5)
- Jules Cardot, botanico francese (Stenay, n. 1860 - † 1934)
- Jules Alexandre Daveau, botanico francese (Argenteuil, n. 1852 - Montpellier, † 1929)
- Jules Gravereaux, botanico francese (Vitry-sur-Seine, n. 1844 - Parigi, † 1916)
- Jules Émile Planchon, botanico francese (Ganges, n. 1823 - Montpellier, † 1888)
- Jules Verreaux, botanico, ornitologo e naturalista francese (n. 1807 - † 1873)

## Calciatori(29)
- Jules Baierlé, calciatore svizzero (Coppet, n. 1887 - Commugny, † 1958)
- Jules Bigot, calciatore e allenatore di calcio francese (Bully-les-Mines, n. 1915 - Lilla, † 2007)
- Jules Bocandé, calciatore senegalese (Ziguinchor, n. 1958 - Metz, † 2012)
- Jules Cottenier, calciatore francese (n. 1904 - † 1995)
- Jules Dewaquez, calciatore francese (Parigi, n. 1899 - Décines-Charpieu, † 1971)
- Jules Dubly, calciatore francese (Tourcoing, n. 1886 - Tourcoing, † 1953)
- Kouassi Eboue, calciatore ivoriano (Acocra-Dabou, n. 1997)
- Jules Gales, calciatore lussemburghese (Bech-Kleinmacher, n. 1924 - Remich, † 1988)
- Jules Gaudin, calciatore francese (Saint-Brieuc, n. 2000)
- Jules Goda, calciatore camerunese (Yaoundé, n. 1989)
- Jules Haabo, calciatore francese (n. 1993)
- Jules Iloki, ex calciatore francese (Parigi, n. 1992)
- Albert Jenicot, calciatore francese (Lilla, n. 1885 - Vacherauville, † 1916)
- Jules Koundé, calciatore francese (Parigi, n. 1998)
- Jules Lavigne, calciatore belga (Uccle, n. 1901 - † 1957)
- Jules Lecomte, calciatore belga (n. 1883 - † 1933)
- Jules Limbeck, calciatore e allenatore di calcio ungherese (Aiud, n. 1904 - Budapest, † 1952)
- Jules Mathé, calciatore francese (Budapest, n. 1915 - † 1995)
- Jules Monsallier, calciatore francese (Boulogne-Billancourt, n. 1907 - Terrasson-Lavilledieu, † 1972)
- Olivier Ntcham, calciatore francese (Longjumeau, n. 1996)
- Jules Onana, ex calciatore camerunese (Yaoundé, n. 1967)
- Jules Pappaert, calciatore belga (Saint-Gilles, n. 1905 - † 1945)
- Jules Reimerink, calciatore olandese (Oldenzaal, n. 1989)
- Jules Sbroglia, calciatore francese (Audun-le-Tiche, n. 1929 - † 2007)
- Jules Signoret, calciatore francese
- Jules Van Cleemput, ex calciatore belga (n. 1997)
- Jules Vandooren, calciatore e allenatore di calcio francese (Armentières, n. 1908 - Calais, † 1985)
- Jules Verbrugge, calciatore francese (n. 1886 - † 1921)
- Jules Zvunka, ex calciatore e allenatore di calcio francese (Le Ban-Saint-Martin, n. 1941)

## Canottieri(2)
- Henri Bouckaert, canottiere francese (Roncq, n. 1870 - golfo di Smirne, † 1912)
- Jules De Bisschop, canottiere belga (Gand, n. 1879 - Gand, † 1955)

## Cantanti(1)
- Papa Wemba, cantante della Repubblica Democratica del Congo (Lubefu, n. 1949 - Abidjan, † 2016)

## Cestisti(8)
- Jules Aw, cestista senegalese (Ngomane, n. 1986)
- Jules Bernard, cestista statunitense (Los Angeles, n. 2000)
- Jules Bihain, cestista belga (n. 1911)
- Jules Boes, cestista belga (Sint-Amandsberg, n. 1927 - Gand, † 2016)
- Jules Coulon, cestista belga (Angleur, n. 1918)
- Jules Dang-Akodo, cestista camerunese (Yaoundé, n. 1996)
- Skip Harlicka, ex cestista statunitense (Trenton, n. 1946)
- Jules Rambaut, cestista francese (Reims, n. 1998)

## Chimici(2)
- Jules Babick, chimico e attivista polacco (Polonia, n. 1820 - Ginevra, † 1902)
- Henri Debray, chimico francese (Amiens, n. 1827 - Parigi, † 1888)

## Chirurghi(1)
- Jules Germain Cloquet, chirurgo e anatomista francese (Parigi, n. 1790 - Parigi, † 1883)

## Ciclisti su strada(7)
- Jules Deschepper, ciclista su strada belga (Zwijndrecht, n. 1906 - Charleroi, † 1988)
- Jules Lowie, ciclista su strada belga (Nokere, n. 1913 - Deinze, † 1960)
- Jules Masselis, ciclista su strada belga (Ledegem, n. 1886 - Roeselare, † 1965)
- Jules Matton, ciclista su strada belga (Harelbeke, n. 1897 - Courtrai, † 1973)
- Jules Merviel, ciclista su strada e pistard francese (Saint-Beauzély, n. 1906 - Carqueiranne, † 1978)
- Jules Patou, ciclista su strada e pistard belga (Bruxelles, n. 1878 - Bruxelles, † 1914)
- Jules Van Hevel, ciclista su strada e pistard belga (Koekelare, n. 1895 - Ostenda, † 1969)

## Compositori(3)
- Jules Grison, compositore e organista francese (Château-Porcien, n. 1842 - Reims, † 1896)
- Jules Massenet, compositore, pianista e organista francese (Saint-Étienne, n. 1842 - Parigi, † 1912)
- Olivier Métra, compositore e direttore d'orchestra francese (Reims, n. 1830 - Parigi, † 1889)

## Cuochi(1)
- Jules Maincave, cuoco francese

## Danzatori(1)
- Jules Perrot, ballerino e coreografo francese (Lione, n. 1810 - Paramé, † 1892)

## Diplomatici(1)
- Jules Léger, diplomatico e politico canadese (Saint-Anicet, n. 1913 - Ottawa, † 1980)

## Direttori d'orchestra(1)
- Jules Pasdeloup, direttore d'orchestra francese (Parigi, n. 1819 - Fontainebleau, † 1887)

## Direttori della fotografia(1)
- Jules Cronjager, direttore della fotografia tedesco (Clausthal, n. 1871 - Culver City, † 1934)

## Dirigenti sportivi(2)
- Jules Marcadet, dirigente sportivo francese (Parigi, n. 1866 - Vaucresson, † 1959)
- Jules Rimet, dirigente sportivo francese (Theuley, n. 1873 - Suresnes, † 1956)

## Discoboli(1)
- Jules Noël, discobolo e pesista francese (Norrent-Fontes, n. 1903 - Escaudœuvres, † 1940)

## Drammaturghi(1)
- Jules Adenis, drammaturgo, librettista e giornalista francese (Parigi, n. 1821 - Parigi, † 1900)

## Entomologi(1)
- Jules Léon Austaut, entomologo francese (n. 1844 - † 1929)

## Esploratori(1)
- Jules Crevaux, esploratore francese (Lorquin, n. 1847 - Rio Pilcomayo, † 1882)

## Etnologi(1)
- Jules Brocherel, etnologo italiano (Courmayeur, n. 1871 - Aosta, † 1954)

## Filologi(1)
- Jules Antoine Ronjat, filologo e linguista francese (Vienne, n. 1864 - Lione, † 1925)

## Filosofi(4)
- Jules Barthélemy-Saint-Hilaire, filosofo, giornalista e politico francese (Parigi, n. 1805 - Parigi, † 1895)
- Jules Lachelier, filosofo francese (Fontainebleau, n. 1832 - Fontainebleau, † 1918)
- Jules Vuillemin, filosofo francese (Pierrefontaine-les-Varans, n. 1920 - Les Fourgs, † 2001)
- Jules de Gaultier, filosofo francese (Parigi, n. 1858 - Boulogne-sur-Seine, † 1942)

## Fisici(1)
- Jules Jamin, fisico francese (Termes, n. 1818 - Parigi, † 1886)

## Fondisti(2)
- Jules Chappaz, fondista francese (Annecy, n. 1999)
- Jules Lapierre, fondista francese (Grenoble, n. 1996)

## Fotografi(3)
- Jules Isaïe Benoit, fotografo canadese (Longueuil, n. 1830 - Quebec, † 1865)
- Jules Richard, fotografo e traduttore francese (n. 1816 - Teheran, † 1891)
- Jules Richard, fotografo, inventore e imprenditore francese (Lione, n. 1848 - Parigi, † 1930)

## Generali(6)
- Jules Pierre Bernier De Maligny, generale francese (Parigi, n. 1809 - Parigi, † 1870)
- Jules Charles Conway De Cotte, generale francese (Parrocchia di Saint Mary, n. 1807 - Montechiaro, † 1859)
- Alphonse Jacques de Dixmude, generale belga (Stavelot, n. 1858 - Ixelles, † 1928)
- Jules Étienne Marie Forgeot, generale francese (Parigi, n. 1809 - Arcachon, † 1877)
- Jules de Laveaucoupet, generale francese (Saint-Sulpice-le-Dunois, n. 1806 - Parigi, † 1892)
- Jules Louis Lewal, generale e scrittore francese (Parigi, n. 1823 - Senlis, † 1908)

## Gesuiti(1)
- Jules Lebreton, gesuita e storico francese (Tours, n. 1873 - Neuilly-sur-Seine, † 1956)

## Ginnasti(8)
- Jules Deleval, ginnasta francese (Parigi, n. 1873 - Nantes, † 1945)
- Jules Ducret, ginnasta svizzero
- Jules Lecoutre, ginnasta francese (Tourcoing, n. 1878 - Algeri, † 1962)
- Jules Perret, ginnasta francese
- Jules Pinaud, ginnasta francese
- Jules Pirard, ginnasta francese (n. 1885 - † 1962)
- Jules Rolland, ginnasta francese (Valentigney, n. 1877 - Hautmont, † 1929)
- Louis Zutter, ginnasta svizzero (Les Ponts-de-Martel, n. 1865 - Boudry, † 1946)

## Giornalisti(1)
- Jules Guérin, giornalista francese (Madrid, n. 1860 - Parigi, † 1910)

## Giuristi(1)
- Jules Coleman, giurista e filosofo statunitense (n. 1947)

## Hockeisti su prato(1)
- Jules Ancion, hockeista su prato olandese (Palembang, n. 1924 - L'Aia, † 2011)

## Immunologi(1)
- Jules Hoffmann, immunologo francese (Echternach, n. 1941)

## Ingegneri(2)
- Jules Röthlisberger, ingegnere svizzero (Neuchâtel, n. 1851 - Neuchâtel, † 1911)
- Arthur Vierendeel, ingegnere belga (Lovanio, n. 1852 - Uccle, † 1940)

## Insegnanti(2)
- Jules Andrieu, insegnante francese (Parigi, n. 1820 - Jersey, † 1884)
- Jules Lagneau, insegnante e filosofo francese (Metz, n. 1851 - Parigi, † 1894)

## Linguisti(1)
- Jules Gilliéron, linguista e filologo svizzero (La Neuveville, n. 1854 - Ligerz, † 1926)

## Lunghisti(1)
- Jules Pommery, lunghista francese (Cosne-Cours-sur-Loire, n. 2001)

## Magistrati(1)
- Jules Fauris de Saint-Vincens, magistrato e numismatico francese (Aix-en-Provence, n. 1750 - Aix-en-Provence, † 1819)

## Matematici(3)
- Jules Antoine Lissajous, matematico e fisico francese (Versailles, n. 1822 - Plombières-les-Bains, † 1880)
- Henri Poincaré, matematico, fisico e filosofo francese (Nancy, n. 1854 - Parigi, † 1912)
- Jules Tannery, matematico francese (Mantes-la-Jolie, n. 1848 - Parigi, † 1910)

## Medici(3)
- Jules Jean Baptiste Vincent Bordet, medico e batteriologo belga (Soignies, n. 1870 - Bruxelles, † 1961)
- Jules Germain François Maisonneuve, medico francese (Nantes, n. 1809 - Missillac, † 1894)
- Jules Pierre Rambur, medico e entomologo francese (Ingrandes-de-Touraine, n. 1801 - Ginevra, † 1870)

## Mezzofondisti(1)
- Jules Ladoumègue, mezzofondista francese (Bordeaux, n. 1906 - Parigi, † 1973)

## Militari(2)
- Jules Repond, ufficiale svizzero (Friburgo, n. 1853 - Roma, † 1933)
- Jules Tyck, militare e aviatore belga (Anversa, n. 1889 - Hauteville, † 1924)

## Musicologi(1)
- Jules Combarieu, musicologo francese (Cahors, n. 1859 - Parigi, † 1916)

## Naturalisti(1)
- Jules Haime, naturalista, geologo e paleontologo francese (Tours, n. 1824 - Parigi, † 1856)

## Neurologi(2)
- Jules Baillarger, neurologo e psichiatra francese (Montbazon, n. 1809 - Parigi, † 1890)
- Jules Cotard, neurologo francese (Issoudun, n. 1840 - Vanves, † 1889)

## Nobili(4)
- Jules Hercule Mériadec de Rohan-Guéméné, nobile francese (Parigi, n. 1726 - Paliseul, † 1788)
- Jules de Polignac, nobile e politico francese (Versailles, n. 1780 - Saint-Germain-en-Laye, † 1847)
- Jules de Polignac, I duca di Polignac, nobile e militare francese (Claye-Souilly, n. 1746 - San Pietroburgo, † 1817)
- Jules de Rohan, principe di Soubise, nobile francese (Parigi, n. 1697 - Parigi, † 1724)

## Numismatici(1)
- Jules Adrien Blanchet, numismatico e bibliotecario francese (Parigi, n. 1866 - Parigi, † 1957)

## Nuotatori(2)
- Jules Clévenot, nuotatore e pallanuotista francese (Parigi, n. 1875 - Parigi, † 1933)
- Jules Verbecke, nuotatore e pallanuotista francese (Lilla, n. 1879 - Gennevilliers, † 1942)

## Orientalisti(1)
- Jules Mohl, orientalista e iranista tedesco (Stoccarda, n. 1800 - Parigi, † 1876)

## Ornitologi(1)
- Jules Bourcier, ornitologo francese (n. 1797 - † 1873)

## Pallanuotisti(4)
- Jules Brandeleer, pallanuotista belga (Saint-Gilles, n. 1905)
- Jules Keignaert, pallanuotista francese (Tourcoing, n. 1907 - Neuville-en-Ferrain, † 1994)
- Jules Staudt, pallanuotista lussemburghese (Lussemburgo, n. 1908 - Lussemburgo, † 1966)
- Jules Thiry, pallanuotista belga (Wellin, n. 1898 - Bruxelles, † 1931)

## Pediatri(1)
- Jules Comby, pediatra francese (Arnac-Pompadour, n. 1853 - † 1947)

## Piloti automobilistici(3)
- Jules Bianchi, pilota automobilistico francese (Nizza, n. 1989 - Nizza, † 2015)
- Jules Gounon, pilota automobilistico francese (Aubenas, n. 1994)
- Jules Goux, pilota automobilistico francese (Valentigney, n. 1885 - Mirmande, † 1965)

## Piloti motociclistici(2)
- Jules Cluzel, pilota motociclistico francese (Montluçon, n. 1988)
- Jules Danilo, pilota motociclistico francese (Milano, n. 1995)

## Pistard(1)
- Jules Hesters, pistard belga (Gand, n. 1998)

## Pittori(21)
- Jules Adler, pittore francese (Luxeuil-les-Bains, n. 1865 - Nogent-sur-Marne, † 1952)
- Jules Aviat, pittore francese (Brienne-le-Château, n. 1844 - Périgueux, † 1931)
- Jules Bastien-Lepage, pittore francese (Damvillers, n. 1848 - Parigi, † 1884)
- Jules Coignet, pittore francese (Parigi, n. 1798 - Parigi, † 1860)
- Jules Jean-Baptiste Dehaussy, pittore francese (Péronne, n. 1812 - Péronne, † 1891)
- Jules Didier, pittore e litografo francese (Parigi, n. 1831 - Parigi, † 1914)
- Jules Dupré, pittore francese (Nantes, n. 1811 - L'Isle-Adam, † 1889)
- Jules Flandrin, pittore francese (Corenc, n. 1871 - Corenc, † 1947)
- Jules Flour, pittore francese (Avignone, n. 1864 - Avignone, † 1921)
- Jules Girardet, pittore francese (Versailles, n. 1856 - Parigi, † 1938)
- Jules Victor Génisson, pittore belga (Saint-Omer, n. 1805 - Bruges, † 1860)
- Jules Pierre van Biesbroeck, pittore e scultore belga (Portici, n. 1873 - Bruxelles, † 1965)
- Jules Laurens, pittore e litografo francese (Carpentras, n. 1825 - Saint-Didier, † 1901)
- Jules Joseph Lefebvre, pittore francese (Tournan-en-Brie, n. 1836 - Parigi, † 1912)
- Jules Eugène Lenepveu, pittore francese (Angers, n. 1819 - Parigi, † 1898)
- Jules Martelet, pittore francese (Saint-Brice-Courcelles, n. 1843 - Ivry-sur-Seine, † 1916)
- Jules Noël, pittore francese (Nancy, n. 1810 - Algeri, † 1881)
- Jules Olitski, pittore e scultore statunitense (Snovs'k, n. 1922 - † 2007)
- Jules Ernest Renoux, pittore francese (Romeny-sur-Marne, n. 1863 - Romeny-sur-Marne, † 1932)
- Jules Van Imschoot, pittore e incisore belga (Gand, n. 1821 - Bruxelles, † 1884)
- Jules Jacques Veyrassat, pittore e incisore francese (Parigi, n. 1828 - Parigi, † 1893)

## Poeti(2)
- Jules Laforgue, poeta francese (Montevideo, n. 1860 - Parigi, † 1887)
- Jules Supervielle, poeta e traduttore francese (Montevideo, n. 1884 - Parigi, † 1960)

## Politici(17)
- Jules d'Anethan, politico belga (Bruxelles, n. 1803 - Bruxelles, † 1888)
- Jules Guesde, politico e giornalista francese (Parigi, n. 1845 - Saint-Mandé, † 1922)
- Jules de Burlet, politico belga (Ixelles, n. 1844 - Nivelles, † 1897)
- Jules Destrée, politico, avvocato e scrittore belga (Marcinelle, n. 1863 - Bruxelles, † 1936)
- Jules-Armand Dufaure, politico francese (Saujon, n. 1798 - Rueil-Malmaison, † 1881)
- Jules Favre, politico francese (Lione, n. 1809 - Versailles, † 1880)
- Jules Ferry, politico francese (Saint-Dié-des-Vosges, n. 1832 - Parigi, † 1893)
- Jules Humbert-Droz, politico, scrittore e giornalista svizzero (La Chaux-de-Fonds, n. 1891 - La Chaux-de-Fonds, † 1971)
- Jules François Alexandre Joffrin, politico francese (Troyes, n. 1846 - Parigi, † 1890)
- Jules Malou, politico belga (Ypres, n. 1810 - Woluwe-Saint-Lambert, † 1886)
- Jules Miot, politico francese (Autun, n. 1809 - Saint-Maur-des-Fossés, † 1883)
- Jules Moch, politico, partigiano e ingegnere francese (Parigi, n. 1893 - Cabris, † 1985)
- Jules Renkin, politico belga (Ixelles, n. 1862 - Bruxelles, † 1934)
- Jules Simon, politico francese (Lorient, n. 1814 - Parigi, † 1896)
- Jules de Trooz, politico belga (Lovanio, n. 1857 - Bruxelles, † 1907)
- Jules Vandenpeereboom, politico belga (Kortrijk, n. 1843 - Anderlecht, † 1917)
- Jules Wijdenbosch, politico surinamese (Paramaribo, n. 1941 - Paramaribo, † 2025)

## Poliziotti(1)
- Jules S. Hoch, poliziotto liechtensteinese (Liechtenstein)

## Presbiteri(1)
- Jules Monchanin, presbitero francese (Fleurie, n. 1895 - Parigi, † 1957)

## Produttori cinematografici(1)
- Jules Brulatour, produttore cinematografico statunitense (New Orleans, n. 1870 - New York, † 1946)

## Psicologi(1)
- Jules Janet, psicologo e medico francese (Bourg-la-Reine, n. 1861 - † 1945)

## Pubblicitari(1)
- Jules Chéret, pubblicitario e pittore francese (Parigi, n. 1836 - Nizza, † 1932)

## Rapper(1)
- Dinos, rapper e cantante francese (Douala, n. 1993)

## Registi(5)
- Jules Bass, regista, produttore cinematografico e compositore statunitense (Filadelfia, n. 1935 - Rye, † 2022)
- Jules Dassin, regista e attore statunitense (Middletown, n. 1911 - Atene, † 2008)
- Jules Jordan, regista, manager e ex attore pornografico statunitense (Harrisburg, n. 1972)
- Jules e Gédéon Naudet, regista francese (Parigi, n. 1973)
- Jules White, regista e produttore cinematografico statunitense (Budapest, n. 1900 - Van Nuys, † 1985)

## Rugbisti a 15(1)
- Jules Plisson, rugbista a 15 francese (Neuilly-sur-Seine, n. 1991)

## Scacchisti(2)
- Jules Moussard, scacchista francese (Parigi, n. 1995)
- Jules Arnous de Rivière, scacchista francese (Nantes, n. 1830 - Parigi, † 1905)

## Sceneggiatori(1)
- Jules Feiffer, sceneggiatore, fumettista e disegnatore statunitense (New York, n. 1929 - Richfield Springs, † 2025)

## Sceneggiatrici(1)
- Jules Stewart, sceneggiatrice e regista australiana (Sydney, n. 1959)

## Schermidori(2)
- Jules Amez-Droz, schermidore svizzero (Zurigo, n. 1921 - † 2012)
- Jules Rossignol, schermidore francese (Villefranche-d'Albigeois, n. 1869 - † 1955)

## Sciatori alpini(1)
- Jules Melquiond, ex sciatore alpino francese (n. 1941)

## Scrittori(13)
- Jules Claretie, scrittore, storico e giornalista francese (Limoges, n. 1840 - Parigi, † 1913)
- Régis Debray, scrittore, filosofo e funzionario francese (Parigi, n. 1940)
- Jules Furthman, scrittore e sceneggiatore statunitense (Chicago, n. 1888 - Oxford, † 1966)
- Jules de Goncourt, scrittore francese (Parigi, n. 1830 - Parigi, † 1870)
- Jules Huret, scrittore e giornalista francese (Boulogne-sur-Mer, n. 1863 - Parigi, † 1915)
- Jules Champfleury, scrittore francese (Laon, n. 1821 - Sèvres, † 1889)
- Jules Janin, scrittore e drammaturgo francese (Saint-Étienne, n. 1804 - Parigi, † 1874)
- Jules Lemaître, scrittore francese (Vennecy, n. 1853 - Travers, † 1914)
- Jules Renard, scrittore e aforista francese (Châlons-du-Maine, n. 1864 - Parigi, † 1910)
- Jules Romains, scrittore francese (Saint-Julien-Chapteuil, n. 1885 - Parigi, † 1972)
- Jules Schelvis, scrittore e storico olandese (Amsterdam, n. 1921 - Amstelveen, † 2016)
- Jules Vallès, scrittore francese (Le Puy-en-Velay, n. 1832 - Parigi, † 1885)
- Jules Verne, scrittore francese (Nantes, n. 1828 - Amiens, † 1905)

## Scultori(3)
- Jules Cantini, scultore e filantropo francese (Marsiglia, n. 1826 - Marsiglia, † 1916)
- Jules Dalou, scultore francese (Parigi, n. 1838 - Parigi, † 1902)
- Jules Desbois, scultore e medaglista francese (Parçay-les-Pins, n. 1851 - Parigi, † 1935)

## Sociologi(1)
- Jules Monnerot, sociologo e giornalista francese (Fort-de-France, n. 1908 - Saint-Germain-en-Laye, † 1995)

## Storici(3)
- Jules Isaac, storico francese (Rennes, n. 1877 - Aix-en-Provence, † 1963)
- Jules Michelet, storico francese (Parigi, n. 1798 - Hyères, † 1874)
- Jules Quicherat, storico francese (Parigi, n. 1814 - Parigi, † 1882)

## Tiratori a segno(2)
- Jules Bury, tiratore a segno belga (Fontaine-l'Évêque, n. 1862)
- Jules Trinité, tiratore a segno francese (Saint-Quentin-des-Isles, n. 1856 - Azay-le-Rideau, † 1921)

## Tiratori a volo(1)
- Jules Charpentier, tiratore a volo francese (Livry-Louvercy, n. 1879 - † 1932)

## Tuffatori(1)
- Jules Bouyer, tuffatore francese (Annecy, n. 2002)

## Velisti(1)
- Jules Dubois, velista francese (Parigi, n. 1842 - Parigi, † 1910)

## Vescovi cattolici(1)
- Jules Peeters, vescovo cattolico e missionario olandese (Venlo, n. 1913 - Oosterbeek, † 2002)

## Vescovi cristiani orientali(1)
- Jules Ferrette, vescovo cristiano orientale francese (Épinal, n. 1828 - Ginevra, † 1904)

## Violinisti(1)
- Jules Boucherit, violinista e insegnante francese (Morlaix, n. 1877 - Parigi, † 1962)

## Zoologi(3)
- Jules Henri Barrois, zoologo francese (n. 1852 - † 1943)
- Jules René Bourguignat, zoologo e naturalista francese (Brienne-le-Château, n. 1829 - Vendeuvre-sur-Barse, † 1892)
- Jules François Mabille, zoologo francese (Tours, n. 1831 - † 1904)